# Aktivna Slovenija
Aktivna Slovenija je bila izvenparlamentarna politična stranka v Republiki Sloveniji. Nastala je 8. maja 2004 na ustanovnem kongresu v Novem mestu. Za prvega predsednika je bil izvoljen Franci Kek, mestni svetnik občine Novo mesto. Stranka je na volitvah v Državni zbor 2004 prejela 2,97 % glasov, kar pomeni, da ji je do vstopa v parlament zmanjkalo 1,03 % glasov vseh volivcev. S tem je Aktivna Slovenija postala največja izvenparlamentarna stranka. Prvi redni kongres stranke je bil organiziran januarja 2006; na njem je bil za predsednika ponovno izbran Franci Kek, za podpredsednika pa Vanja Alič. V letu 2006 ima stranka približno 2000 članov. Leta 2007 se je pridružila istega leta ustanovljeni stranki Zares - nova politika in tako prenehala obstajati.

## Vodstvo
Predsednik
- Franci Kek

Predsednik Sveta stranke
- Vito Rožej

Izvršni odbor
- Franci Kek (predsednik), Jadranka Novak in Vanja Alič (podpredsednika), Tadej Slapnik (glavni tajnik), Mateja Mesarec (organizacijska tajnica), Vito Rožej (predsednik Sveta), Franci Slak (predsednik Programskega sveta), Aleksander Uršič, Jride Mršnik in Peter Golob (člani)